# Мезосоединения

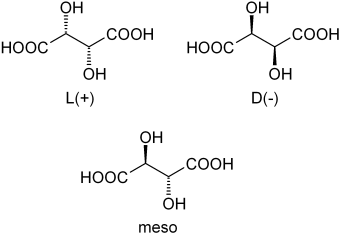
Мезовинная кислота является ахиральным членом ряда стереоизомерных винных кислот

Мезосоединения (мезоформы) — ахиральные, оптически неактивные члены ряда стереоизомеров, который также включает один или более хиральных членов. Это означает, что несмотря на наличие нескольких элементов хиральности, например, асимметрических атомов, молекула мезосоединения в целом не является хиральной. Это связано с наличием у неё плоскости симметрии.
Из-за наличия внутренней симметрии мезосоединения совпадают со своим отражением, т. е. являются ахиральными. Это приводит к тому, что в ряду стереоизомеров молекулы одна пара энантиомеров вырождается в мезоформу.
Также мезосоединения не обладают оптической активностью. В отличие от рацематов, которые также не вращают плоскость поляризации света, мезосоединения являются индивидуальными веществами и не могут быть разделены на отдельные энантиомеры.

## Примеры

### Ациклические мезосоединения
Молекула винной кислоты имеет два асимметрических атома углерода, каждый из которых может иметь один из двух вариантов конфигурации. Соответственно, различные комбинации конфигураций стереоцентров должны привести к существованию четырёх стереоизомеров винной кислоты. На самом деле, из-за существования в молекуле плоскости симметрии, два энантиомера пространственно совпадают друг с другом, т. е. являются одним и тем же стереоизомером. Такой стереоизомер называется мезовинной кислотой.

### Циклические мезосоединения
Циклические соединения также могут существовать в виде мезоформ. Например, 1,2-дизамещённые циклопропаны, имеющие транс-конфигурацию, являются энантиомерами, а цис-изомер является мезоформой и совпадает со своим отражением.